# Torfjanoje (Kaliningrad, Neman)
Torfjanoje (russisch Торфяное, deutsch Waszeningken, 1936 bis 1938 Wascheningken, 1938 bis 1945 Waschingen) ist ein verlassener Ort im Rajon Neman der russischen Oblast Kaliningrad.
Die Ortsstelle befindet sich zwei Kilometer westlich von Kaschtanowka (Eigarren/Kernhall).

## Geschichte
Im 18. Jahrhundert war Waszeningken ein königliches Bauerndorf. Im Jahr 1874 wurde die Landgemeinde Waszeningken namensgebend für einen neu gebildeten Amtsbezirk im Kreis Ragnit. 1936 wurde die Schreibweise des Ortsnamens in Wascheningken geändert und 1938 wurde der Ort in Waschingen umbenannt.
1945 kam der Ort in Folge das Zweiten Weltkriegs mit dem nördlichen Ostpreußen zur Sowjetunion. 1947 erhielt er den russischen Namen Torfjanoje – offensichtlich wegen seiner Nähe zum Torfmoor Königshuld (Kacksche Balis), heute russisch Boloto Welikoje – und wurde gleichzeitig dem Dorfsowjet Tolstowski selski Sowet im Rajon Krasnosnamensk zugeordnet. Spãter gelangte der Ort in den Malomoschaiski selski Sowet im Rajon Neman. Torfjanoje wurde vor 1988 aus dem Ortsregister gestrichen.

### Einwohnerentwicklung
| Jahr | Einwohner |
| ---- | --------- |
| 1867 | 118       |
| 1871 | 145       |
| 1885 | 149       |
| 1905 | 131       |
| 1910 | 142       |
| 1933 | 131       |
| 1939 | 127       |

### Amtsbezirk Waszeningken (Waschingen) 1874–1945
Der Amtsbezirk Waszeningken wurde 1874 im Kreis Ragnit eingerichtet. Er bestand zunächst aus 14 Landgemeinden (LG) und fünf Gutsbezirken (GB). Seit 1922 gehörte der Amtsbezirk zum Kreis Tilsit-Ragnit. 1939 wurde er in Waschingen umbenannt.
| Name                                       | Änderungsname von 1938 | Russischer Name nach 1945 | Bemerkungen |
| ------------------------------------------ | ---------------------- | ------------------------- | --- |
| Abschruten (LG) [Ksp Budwethen]            | Schroten               | Medowoje                  | |
| Antagminnen Mühle (GB)                     |                        |                           | Wurde (aber) 1874 als „nicht incommunalisirter Wohnplatz“ bezeichnet, gehörte spätestens seit 1885 zum GB Kimschen |
| Antskrebben (LG)                           | Hutfelde               | Schirokodolje             | Wurde 1930 mit der LG Skrebben zur neuen LG Grünau zusammengeschlossen                                             |
| Audeaten (GB)                              | Freiendorf             |                           | Wurde 1928 mit der LG Kamschen zur neuen LG Audeaten zusammengeschlossen                                           |
| Budupönen Domäne (GB)                      | Hüttenfelde            | Skljankino                | Wurde 1928 mit der LG Klein Puskeppeln zur neuen LG Budupönen B zusammengeschlossen                                |
| Dilben (LG)                                |                        | Lebedewo                  | Wurde 1929 an die LG Lindicken angeschlossen                                                                       |
| Eigarren (LG)                              | Kernhall               | Kaschtanowka              | |
| Eszerninken (LG)                           | Eschingen              |                           | Wurde 1929 mit der LG Kummutschen zur neuen LG Wiesenfeld zusammengeschlossen                                      |
| Grünau (LG)                                |                        |                           | Entstand 1930 aus dem Zusammenschluss der LGn Antskrebben und Skreppen                                             |
| Gudszen (LG) 1936–1938: Gudschen           | Insterbergen           |                           | |
| Kamschen (LG)                              |                        |                           | Wurde 1928 mit dem GB Audeaten zur neuen LG Audeaten zusammengeschlossen                                           |
| Kimschen (GB)                              | Kleinlesgewangen       | Sabrodino                 | Wurde 1928 an die LG Lesgewangminnen angeschlossen                                                                 |
| Klein Puskeppeln (LG)                      | Pusken                 |                           | Wurde 1928 mit dem GB Budupönen Domäne zur neuen LG Budupönen B zusammengeschlossen                                |
| Königshuld I (LG)                          |                        | Wyschkino                 | |
| Kummutschen (LG)                           | Kummenhof              |                           | Wurde 1929 mit der LG Eszerninken zur neuen LG Wiesenfeld zusammengeschlossen                                      |
| Lesgewangminnen (GB)                       | Lesgewangen            | Melnitschnoje             | Wurde 1912 in eine LG umgewandelt                                                                                  |
| Lindicken (LG) [Ksp Budwethen]             |                        | Lukino                    | |
| Poplienen (LG)                             | Poplingen              | Suslowo                   | Wurde 1928 an die LG Königshuld I angeschlossen                                                                    |
| Skrebben (LG)                              | Krebben                |                           | Wurde 1930 mit der LG Antskrebben zur neuen LG Grünau zusammengeschlossen                                          |
| Waszeningken (LG) 1936–1938: Wascheningken | Waschingen             | Torfjanoje                | |
| Wiesenfeld (LG)                            |                        |                           | Entstand 1929 aus dem Zusammenschluss der LGn Eszerninken und Kummutschen                                          |

Im Jahr 1945 gehörten elf Landgemeinden zum Amtsbezirk: Freiendorf, Grünau, Hüttenfelde, Insterbergen, Kernhall, Königshuld I, Lesgewangen, Lindicken, Schroten, Waschingen und Wiesenfeld.

## Kirche
Waszeningken/Waschingen gehörte zum evangelischen Kirchspiel Budwethen.